# چیتلوک (مالی زوورنیک)
چیتلوک (به صربی: Čitluk) یک روستا در صربستان است که در مالی زوورنیک واقع شده‌است.